# Tramway de Viipuri

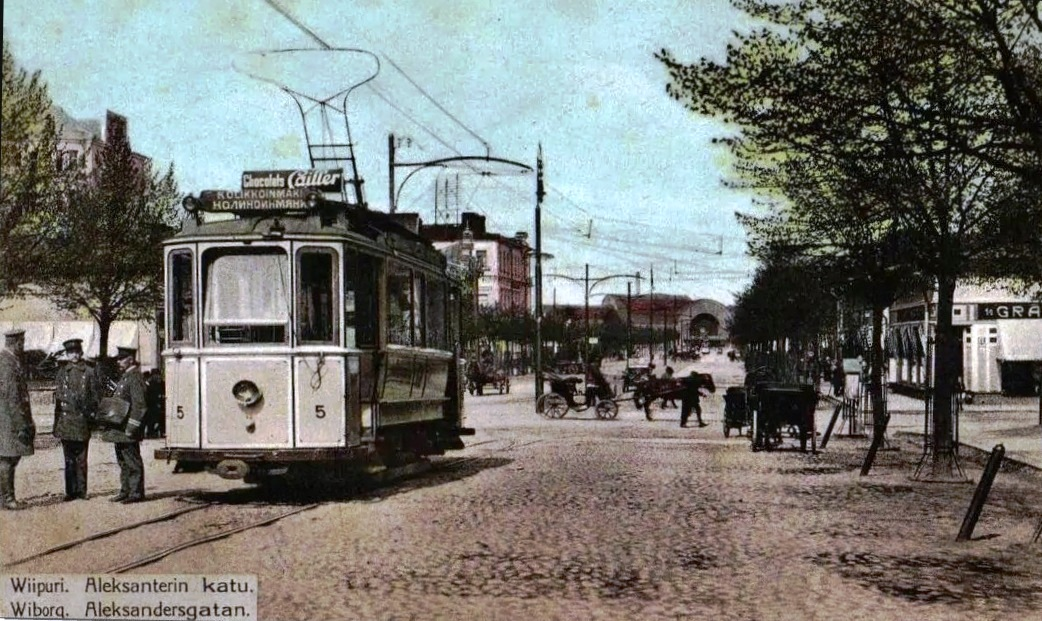
Le Tram 5 à Vyborg en 1912.

Vyborg, ville de Finlande jusqu'en 1940, avait un réseau de tramway électrique de 1912 à 1944 et de 1946 à 1957.

## Galerie

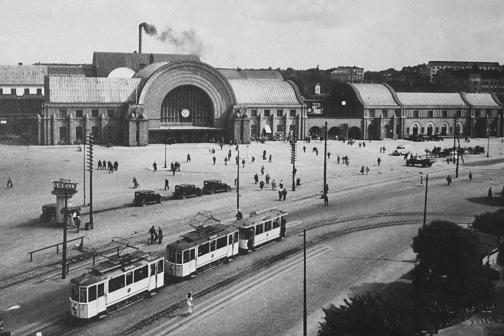
La gare de Viipuri dans les années 1930.
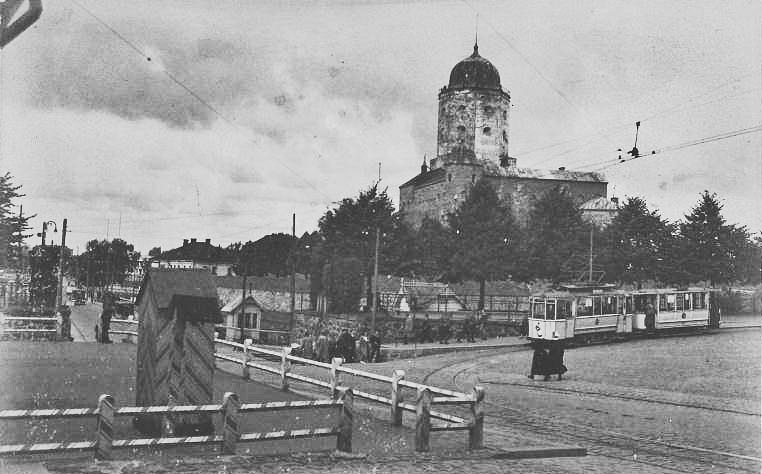
Le Tramway dans les années 1930.
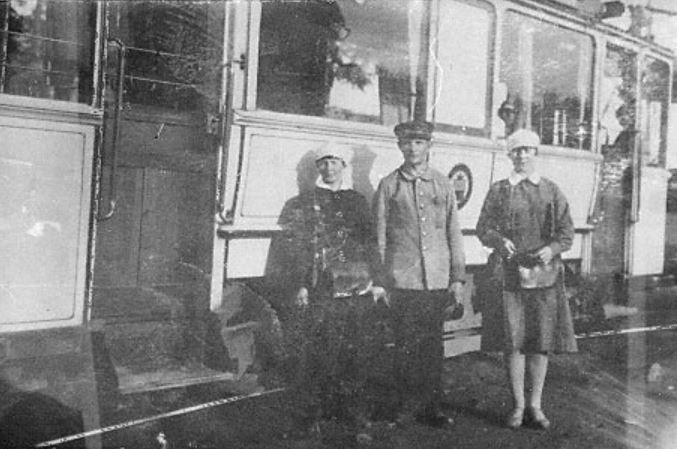
Personnel du Tramway vers 1930.